# Distrito rural de Tirjerd
O distrito rural de Tirjerd (em persa: دهستان تيرجرد) localiza-se no distrito Central, da província de Yazd, no Irã. Segundo o censo de 2006, sua população era de 5 513 habitantes, em 1 474 famílias. O distrito rural possui dezessete aldeias.